# You Must Love Me
You Must Love Me ist ein Lied aus dem Film Evita. Geschrieben wurde es von Andrew Lloyd Webber (Musik) und Tim Rice (Text). Gesungen wurde es von Madonna.

## Verwendung in Film und Musical
Bereits sterbenskrank sieht Evita, dass ihr Gatte sie nicht nur seiner politischen Karriere wegen liebt. Dies wird mit You Must Love Me unterlegt.
Das Lied war im ursprünglichen Musical nicht enthalten. Lloyd Webber und Rice schrieben You Must Love Me für den Film. Damit konnte das Lied für die Filmpreise (insbesondere den Oscar) nominiert werden. In den Inszenierungen des Musicals, die nach dem Film entstanden, ist das Lied oft enthalten, zum Beispiel in der Londoner Revival Inszenierung von 2006 mit Elena Roger als Evita.

## Rezeption

### Preise
You Must Love Me gewann 1997 den Oscar und den Golden Globe, jeweils in der Kategorie Bester Filmsong. 1996 gewann das Lied den Satellite Award in der Kategorie Bester Filmsong und den OFTA Award in der Kategorie Bester Originalsong.

### Chartplatzierungen
| ChartsChartplatzierungen       | Höchstplatzierung | Wochen |
| ------------------------------ | ----------------- | ------ |
| Deutschland (GfK)              | 78 (4 Wo.)        | 4      |
| Schweiz (IFPI)                 | 43 (3 Wo.)        | 3      |
| Vereinigte Staaten (Billboard) | 18 (20 Wo.)       | 20     |
| Vereinigtes Königreich (OCC)   | 10 (9 Wo.)        | 9      |

### Auszeichnungen für Musikverkäufe
| Land/Region               | Auszeichnungen für Musikverkäufe (Land/Region, Auszeichnung, Verkäufe) | Verkäufe |
| ------------------------- | ---------------------------------------------------------------------- | -------- |
| Vereinigte Staaten (RIAA) | Gold                                                                   | 500.000  |
| Insgesamt                 | 1× Gold ·                                                              | 500.000  |

Hauptartikel: Madonna (Künstlerin)/Auszeichnungen für Musikverkäufe

## Coverversionen
You Must Love Me wurde unter anderem von Elaine Paige, Lea Salonga, Erich Kunzel und dem Cincinnati Pops Orchestra, Vanna (Titel: Da me voliš) und Lana Del Rey gecovert.